# 나바브 나시르샬랄
나바브 나시르샬랄(페르시아어: نواب نصیرشلال‎, 페르시아어 발음: [nævˈvɒːb-e næsiːrʃæˈlɒːl], 1988년 9월 22일~)은 이란의 전직 역도 선수이다. 2012년 하계 올림픽 남자 역도 헤비급 종목에서 금메달을 획득했다.